# 奧克格羅夫 (佛羅里達州艾斯康比亞縣)
奧克格羅夫（英語：Oak Grove）是位於美國佛羅里達州艾斯康比亞縣的一個非建制地區。該地的面積和人口皆未知。

## 地理
奧克格羅夫的座標為30°54′32″N 87°25′39″W / 30.90889°N 87.42750°W，而該地的平均海拔高度為80米（即262英尺）。